# Antoine Demoitié

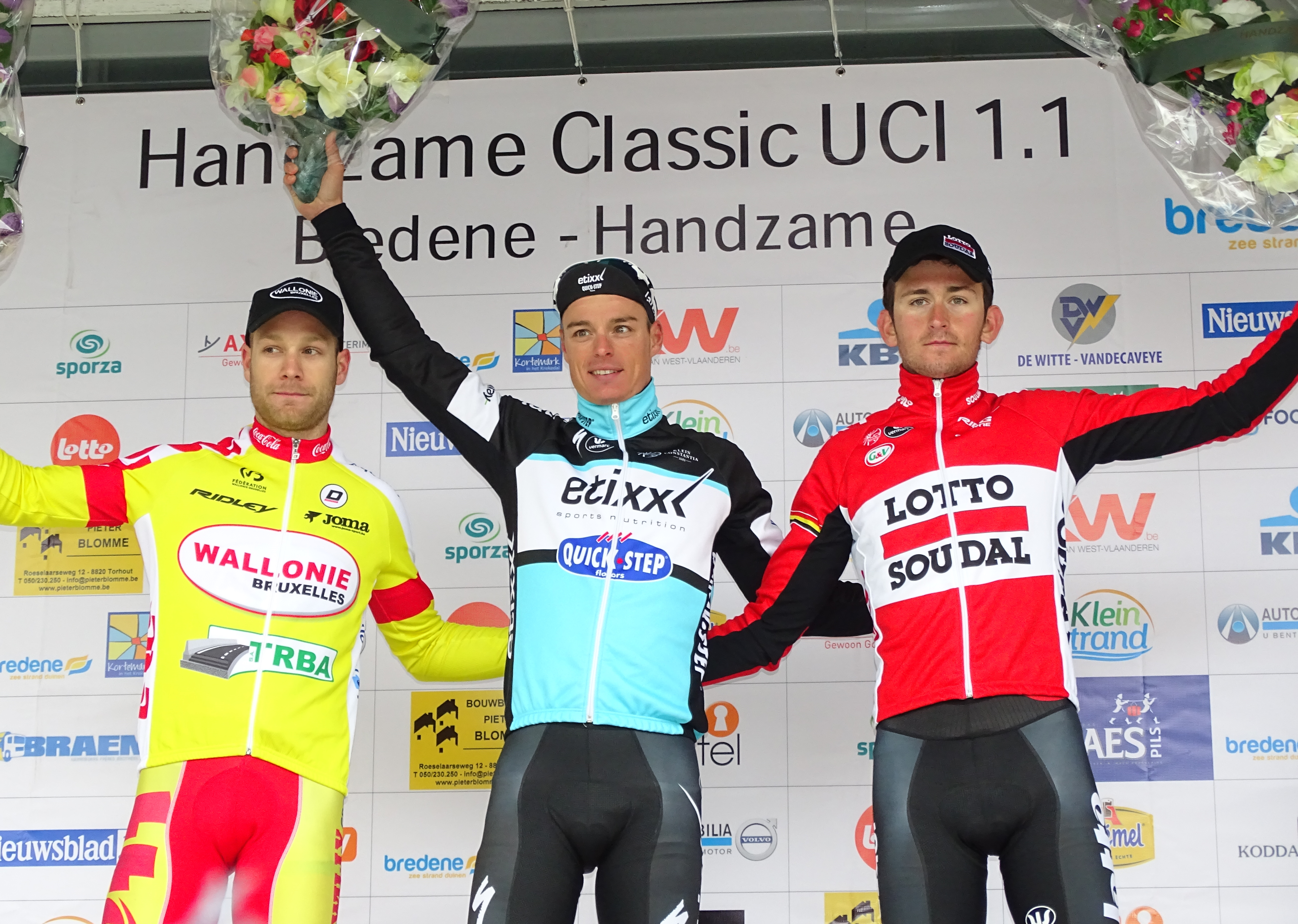
Handzame Classic de 2015: Antoine Demoitié (2), Gianni Meersman (1) & Tiesj Benoot (3).

Antoine Demoitié (Liège, 16 de outubro de 1990-Lille, 27 de março de 2016) foi um ciclista profissional belga.
Corria para a equipa de categoria profissional continental Wanty-Groupe Gobert. Faleceu a 27 de março de 2016 em Lille depois de sofrer uma queda e um posterior atropello na Gante-Wevelgem de 2016.

## Palmarés
- 2012
  - 1 etapa do Triptyque des Monts et Châteaux
  - 2 etapas do Carpathia Couriers Paths

- 2014
  - Tour de Finistère

- 2015
  - 1 etapa do Circuito das Ardenas